# APU MEGURO STUDIO
株式会社APU MEGURO STUDIO（エーピーユー・メグロ・スタジオ）は、アニメのアフレコやダビング、音楽録音の録音スタジオ。

## 概要
AUDIO PLANNING Uが1981年にAPUスタジオ（エーピーユースタジオ）として東京都渋谷区に設立した。2003年に東京都目黒区高性能の機材と設備が整った新スタジオを完成させ、名前もAPU MEGURO STUDIOに改名。タバックと並ぶ日本のアニメアフレコスタジオの代表格である。
大山のぶ代の著した「ぼく、ドラえもんでした 涙と笑いの26年うちあけ話」の収録エピソードで、旧スタジオは消音のために床を絨毯で覆っていたが、目黒の新スタジオでは床を木製のフローリングにし、壁も木を張り巡らせて音響効果抜群になったという事が語られている。

## 役員
- 代表取締役社長：大熊昭
- 取締役：田中章喜
- 取締役：大城久典

## 所属ミキサー
- 大城久典
- 山本寿
- 田口信孝
- 内山敬章
- 村越直
- 大谷透

## 過去の所属者
- 浦上靖夫
- 中戸川次男
- 柴田伸弘
- 程原浩美
- 宮下義和
- 大谷陽一
- 山本拓郎
- 佐久間文利
- 金子俊也
- 辻誠
- 山田晋
- 鶴田伸也